# Ménil-Hubert-en-Exmes
 Ménil-Hubert-en-Exmes  es una población y comuna francesa, situada en la región de Baja Normandía, departamento de Orne, en el distrito de Argentan y cantón de Gacé.

## Demografía
| 202 | 208 | 145 | 144 | 130 | 110 |
| Para los censos de 1962 a 1999 la población legal corresponde a la población sin duplicidades (Fuente: INSEE [Consultar]) |     |     |     |     |     |